# Torre de’ Picenardi
Torre de’ Picenardi (lombardul: Li Tur) település Olaszországban, Lombardia régióban, Cremona megyében. Lakosainak száma 2119 fő (2023. január 1.). Torre de’ Picenardi Cappella de’ Picenardi, Piadena Drizzona, Isola Dovarese, Pessina Cremonese, Voltido, San Martino del Lago és Cingia de’ Botti községekkel határos.

## Népesség
A település lakossága az elmúlt években az alábbi módon változott:
| Lakosok száma | 1774 | 1697 | 1680 | 2119 |
|               | 2013 | 2017 | 2018 | 2023 |